# Wisner (Luizjana)
Wisner – miasto w Stanach Zjednoczonych, w stanie Luizjana, w parafii Franklin.